# Dolná Krupá

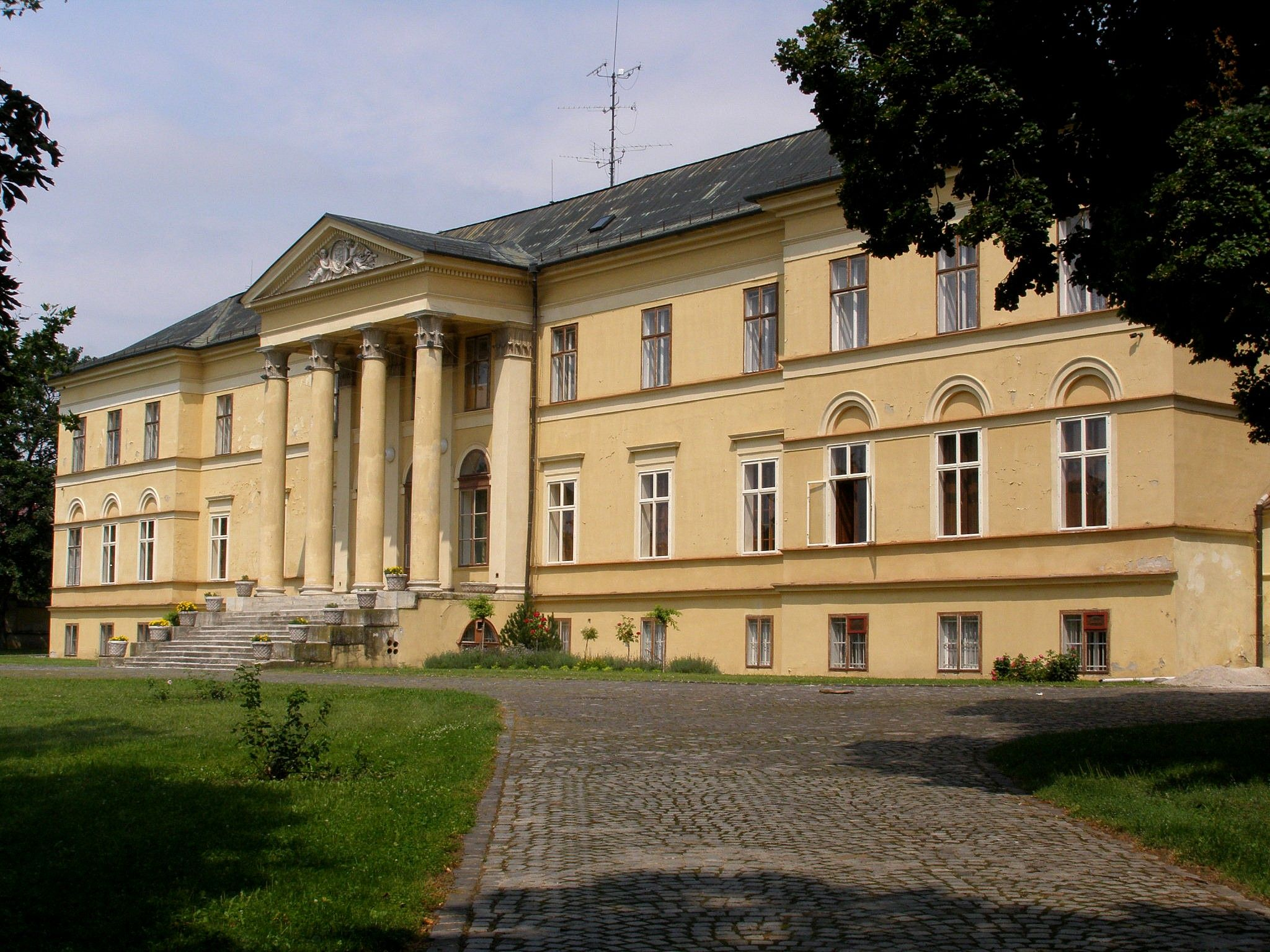
Dolná Krupá

Dolná Krupá (Hongaars: Alsókorompa) is een Slowaakse gemeente in de regio Trnava, en maakt deel uit van het district Trnava.
Dolná Krupá telt 2.269 inwoners.